# Leafpad
Leafpad — простой, легковесный, быстрый GTK+ текстовый редактор для Unix-подобных систем с небольшим количеством зависимостей от внешних библиотек. Его достоинством является малое время запуска на большинстве современного оборудования. Последние версии поддерживают печать. Leafpad является стандартным текстовым редактором LXDE. Mousepad, бывший некоторое время стандартным текстовым редактором рабочей среды Xfce, основан на Leafpad и отличается другим (специфичным для Xfce) интерфейсом печати.